# Trilli e la nave pirata
Trilli e la nave pirata (The Pirate Fairy)  è un film d'animazione direct-to-video prodotto da DisneyToon Studios nel 2014. È un sequel del film Trilli ed anche il quinto dei sei film d'animazione con personaggio principale Trilli.

## Trama
Zarina, una fata custode della polvere fatata molto intelligente e curiosa, è stupita da quella magia ed è determinata a scoprire tutto ciò di cui è capace. Sperimenta segretamente della polvere magica blu, creando vari colori di polvere di fata; tuttavia, quando crea la variante rosa, le cose crescono selvaggiamente senza controllo, causando un incidente nella Radura Incantata. Il suo supervisore, Fairy Gary, le proibisce di fare la custode della polvere magica. Sentendosi in colpa, Zarina prende i suoi esperimenti e fugge.
Un anno dopo, la Radura Incantata celebra il Festival delle quattro stagioni, con in scena le fate di tutte le stagioni. Ma durante lo spettacolo, Trilli e le sue amiche vedono Zarina volare intorno al pubblico e usa la polvere rosa per evocare papaveri che fanno addormentare tutti. Trilli e le sue amiche, che si erano messe al riparo, si rendono conto che Zarina ha rubato la polvere magica blu.
Seguendola fino alla costa, scoprono che è diventata il capitano di un equipaggio pirata, tra cui il giovane James, che, apparentemente è il mozzo. Le fate riescono a recuperare la polvere blu, ma Zarina la recupera dopo aver lanciato una polvere magica multicolore che cambia i loro rispettivi talenti. Trilli diventa una fata dell'acqua, Argentea del volo veloce, Daina della luce, Iridessa dei giardini, Rosetta degli animali e Vidia una tuttofare (con orrore e disgusto). Lottano insieme con i loro talenti scambiati mentre cercano Zarina e la nave pirata, mentre incontrano un piccolo coccodrillo che piace a Rosetta con il talento di Daina.
Trovano la nave e si intrufolano, dove sentono James parlare di come i pirati hanno incontrato Zarina dopo essere andati alla deriva, e lei è diventata il capitano con la promessa di far volare la nave in modo che potessero saccheggiare qualsiasi cosa senza essere scoperti. La nave arriva alla Roccia del Teschio, dove le fate scoprono l'accampamento dei pirati e un misterioso albero di polvere magica, che Zarina ha fatto crescere usando la polvere magica rosa.
Le fate tentano di recuperare la polvere di folletto blu, ma vengono catturate quando Iridessa perde il controllo del suo talento naturale e rivela la loro posizione. Trilli cerca di convincere Zarina a tornare a casa con loro, ma lei rifiuta perché non si sente apprezzata. Con le fate ora catturate, i pirati iniziano a produrre regolarmente polvere di fata. James, curioso di sapere come si vola, convince Zarina a usarne un po' su di lui, e inizia a volare. Dopo aver volato con gioia intorno alla grotta, James passa al doppio gioco, intrappolando Zarina in una lanterna, rivelando che è lui il vero capitano dell'equipaggio.
Trilli e le altre fate tentano invano di sfuggire alla loro prigionia, finché il piccolo coccodrillo non arriva e le libera. Le fate tentano ancora una volta di recuperare la polvere di fata blu, ma James minaccia di gettare Zarina in mare a meno che non la consegnino. Trilli quindi glielo lascia volontariamente e James spruzza la polvere di fata sulla nave prima di gettare la lanterna in mare. Trilli e le sue amiche, però, riescono a salvare Zarina un attimo prima che affoghi.
Mentre i pirati salpano verso la Seconda Stella, le fate ritornano e usano i loro talenti scambiati per sconfiggere i pirati e girare la nave. Zarina tenta di recuperare la polvere di fata blu da James, che la insegue brandendo un uncino. Zarina riesce a ottenere un granello di polvere magica blu che poi lancia a James, il quale inizia a volare follemente mentre i due tipi di polvere magica reagiscono l'uno con l'altro. Mentre le fate volano via, James giura vendetta su di loro e viene attaccato dal piccolo coccodrillo, che aveva precedentemente ingoiato una sveglia. Zarina restituisce la polvere magica blu a Trilli e alle sue amiche, prima di prepararsi a partire. Tuttavia, Trilli le offre la possibilità di tornare alla Radura Incantata e lei accetta, aiutando le sue amiche a riportare la nave alla Radura Incantata, dove le altre fate si stanno svegliando senza ricordare cosa è successo.
Zarina sta per promettere di non manomettere di nuovo la polvere magica, ma Trilli la convince a mostrare il suo nuovo talento, nominato da Zarina “Alchimia con la polvere magica” sorprendentemente profondo, restituendo a Trilli e alle sue amiche i loro talenti originali durante l’esibizione finale, rendendola bellissima. Tutti si congratulano con loro e con Zarina, ormai felice e amata, che viene finalmente accettata.
In una breve scena post credits, si vede James che viene ripescato da Spugna, il quale lo saluta allegramente dicendogli "che bell'uncino". 

## Colonna sonora
La colonna sonora del quinto film è caratterizzata dalla canzone portante Who I Am eseguita in originale da Natasha Bedingfield mentre nell'edizione italiana da Serena Rossi e Gabriella Scalise, con il titolo Chi sono Io.

## Doppiaggio
| Personaggio          | Doppiatore originale     | Doppiatore italiano |
| -------------------- | ------------------------ | ------------------- |
| Trilli               | Mae Whitman              | Joy Saltarelli      |
| Zarina               | Christina Hendricks      | Isabelle Adriani    |
| James/Capitan Uncino | Tom Hiddleston           | David Chevalier     |
| Argentea             | Lucy Liu                 | Federica De Bortoli |
| Iridessa             | Raven-Symoné             | Tatiana Dessi       |
| Rosetta              | Megan Hilty              | Perla Liberatori    |
| Vidia                | Pamela Adlon             | Laura Cosenza       |
| Daina                | Angela Bartys            | Domitilla D'Amico   |
| Clank                | Jeff Bennett             | Lucio Saccone       |
| Fairy Gary           | Jeff Bennett             | Bruno Alessandro    |
| Bloblò               | Rob Paulsen              | Davide Lepore       |
| Spugna               | Rob Paulsen              | Enzo Avolio         |
| Regina Clarion       | Anjelica Huston          | Antonella Giannini  |
| Fairy Mary           | Jane Horrocks            | Paola Giannetti     |
| Yang                 | Kevin Michael Richardson | Paolo Marchese      |
| Oppenheimer          | Jim Cummings             | Luca Dal Fabbro     |
| Bonito               | Carlos Ponce             | Stefano Mondini     |
| Port                 | Jim Cummings             | Angelo Nicotra      |
| Starboard            | Mick Wingert             | Alberto Bognanni    |